# Joakim Bergman
Joakim Bergman, född 9 december 1992 i Sandviken, är en svensk bandyspelare, som spelar i Sandvikens AIK. Bergman har under hela sin karriär spelat för Sandviken och han blev redan som 17-åring uppflyttad till A-laget inför säsongen  2009/2010.

## Meriter
- Svensk mästare 2011, 2012 och 2014